# HR 8799 d

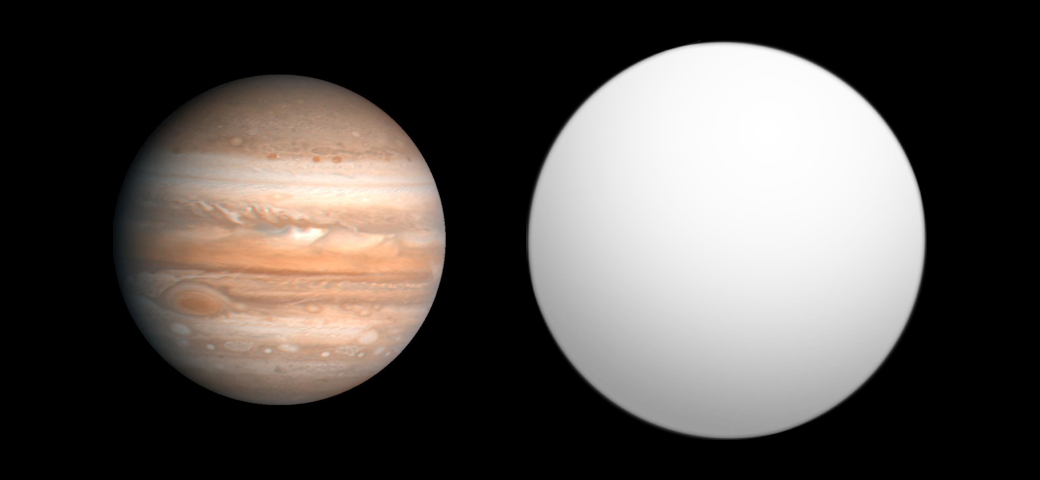

HR 8799 d는 페가수스자리 방향으로 지구로부터 약 129 광년 떨어진 곳에 있는 항성 HR 8799 주위를 도는, 외계 행성이다. d의 질량은 목성의 약 7~13배, 반지름은 목성의 약 120~130퍼센트 정도이다. 항성으로부터의 거리는 24 천문단위이며 공전 주기는 100년, 이심률은 0.04 이상이다. d는 HR 8799 행성계의 구성원들 중 항성에서 가장 가깝다. 2008년 11월 13일 Marois 연구진이 하와이주 제미니 천문대, 켁 천문대 망원경을 이용하여 나머지 두 행성과 함께 발견했다. 이들 세 행성은 직접 그 모습을 촬영하여 존재를 확인한 사례가 되었다.

## 같이 보기
- HR 8799 b
- HR 8799 c